# کوروس انترتینمنت
کوروس انترتینمنت (به انگلیسی: corus entertainment) یک شرکت چند رسانه‌ای جمعی و سرگرمی کانادایی است که در سال ۱۹۹۹ میلادی از شاو کامیونیکیشن مشتق شد و مقر آن در ایالت آنتاریو شهر تورنتو واقع شده‌است.این گروه خدمات زیادی از جمله شبکه‌های رادیو و تلویزیونی را برای مردم ارائه می‌دهد و حتی در عرصه ساهت برنامه‌های پویانمایی نیز فعالیت دارد.

## ارتباط با شرکت‌های بزرگ رسانه ای پویانمایی
ارتباط با شرکت‌های بزرگ رسانه ای ازجمله دیزنی و وه این شرکت رسانه ای برای ارائه کانال‌های مختلف تلویزیونی با کمپانی‌هایی همچون دیرنی، وارنر و نیکلودئون ارتباط برقرار می‌کند و برای مردم کانادا بوسیله خرید مجوز از سوی ان کمپانی‌ها شبکه‌هایی نظیر کانال دیزنی ،دیزنی اکس دی، دیزنی جونیور، کارتون نتورک، بومرنگ، فمیلی، نیکلودئون برای عرضه به کشور کانادا با این کمپانی‌ها ارتباط برقرار کرد.
و اینکه این شرکت خود نیز انیمیشن‌هایی را طراحی می‌کرد به صورت اشتراکی با این کمپانی‌ها انیمیشن‌ها را داد و ستد می‌کردند از جمله این انیمیشن‌ها می‌توان به جزیره ارزوها اشاره کرد که دیسک‌های با ارم‌های وارنر به فروش رسید و خود این انیمیشن از کانال‌های معروف کارتون نتورک که زیر نظر کمپانی وارنر اداره می‌شد و کانال دیزنی اکس دی که زیر نظر کمپانی دیرنی پخش گردید و حتی دیده می‌شود این انیمیشن برای مدت کوتاهی از کانال نیکلودئون هم پخش شده‌است.
و بسیاری از انیمیشن‌های دیگر از جمله جانی تست هم که زیر نظر این کمپانی ساخته شده بود از شبکه کارتون نتورک پخش گردید.
انیمیشن‌های دیگری که در این سه شبکه (کارتون نتورک، دیزنی و نیکلودئن) پخش شده‌اند:
- ۶نوجوان (کارتون نتورک)
- موج سوارن (کانال دیزنی، کارتون نتورک)
- اتومیگ (دیرنی اکس دی و کانال دیزنی)
- دختران عدالت جو یا سوپر هیرو گرلز (کارتون نتورک)
- هتل ترانسیلوانیا (کانال دیزنی)
- ارزوهای بزرگ سری فسقلی‌ها (کارتون نتورک)
- بتی (دیزنی اکس دی و کانال دیزنی)
- کمپ لاکباتوم (دیزنی اکس دی و کانال دیزنی)